# Benefit Cosmetics
Benefit Cosmetics LLC là nhà sản xuất mỹ phẩm được thành lập và có trụ sở chính tại San Francisco, California, bán tại hơn 2.000 quầy tại hơn 30 quốc gia. Đây là một công ty con của LVMH.

## Nền tảng công ty

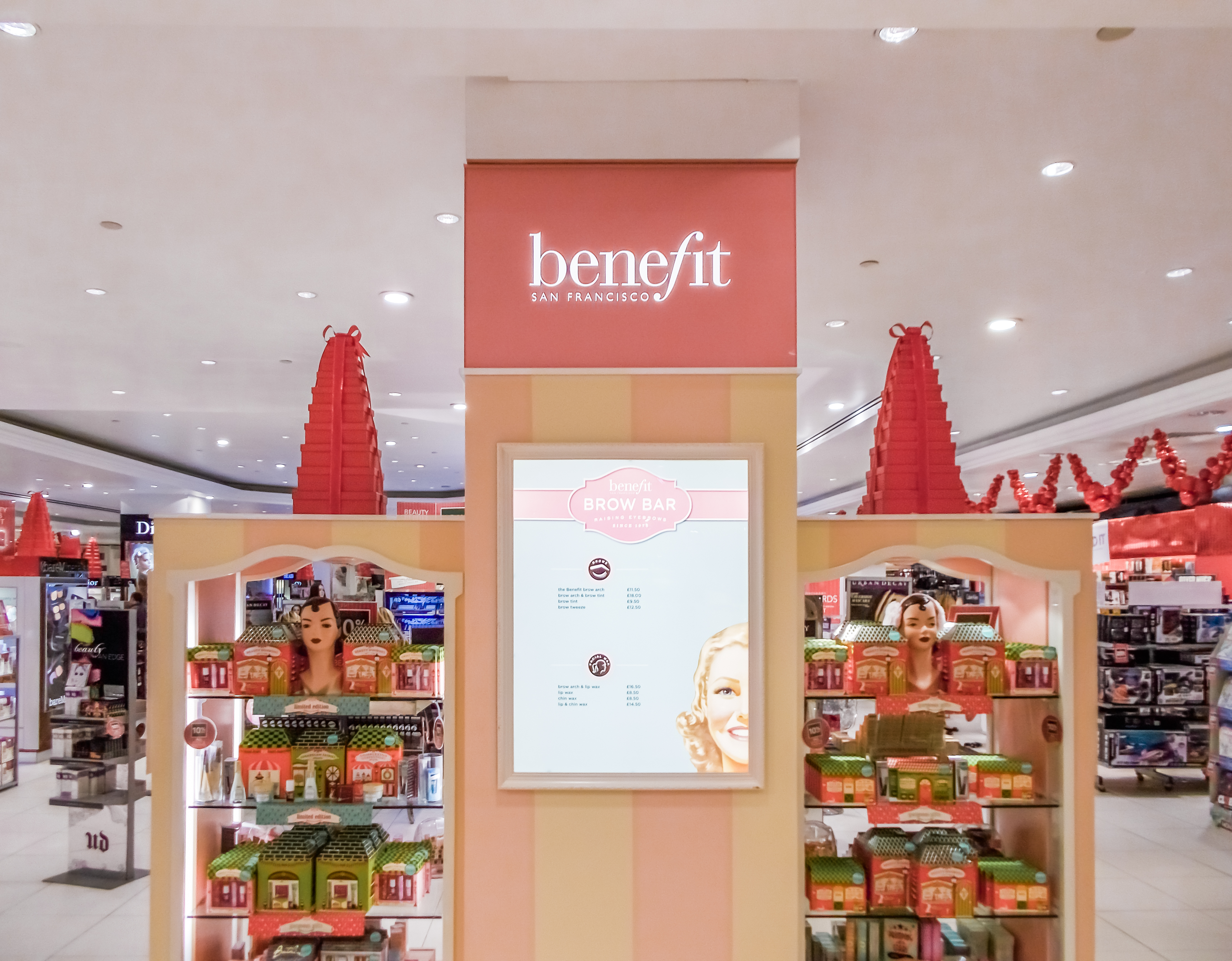
Quầy hàng Benefit trong cửa hàng bách hóa Debenhams ở Sutton, London

Hai chị em sinh đôi kiêm nhà sáng lập Jean và Jane Ford sinh ra ở Indiana. Sau khi theo học tại Đại học Indiana, cả hai sau đó đã xuất hiện trong các quảng cáo sữa tắm Calgon trước khi chuyển đến San Francisco.
Quyết định mở cơ sở kinh doanh của riêng họ chỉ đơn thuần dựa trên việc tung đồng xu, với lựa chọn là một nhà hàng chuyên bán casserole hoặc một cửa hàng làm đẹp. Ban đầu được thành lập như một cửa hàng làm đẹp có tên The Face Place vào năm 1976 tại Khu Mission của San Francisco, cửa hàng chuyên cung cấp các sản phẩm sửa chữa nhanh cho các tình huống khó xử về làm đẹp. Sản phẩm đầu tiên của họ là phấn má hồng và son nước được gọi là "Rose tint", nay được đổi tên thành "Benetint". Chị em nhà Ford ban đầu tạo nên tông màu đỏ hồng cho một vũ công đang cần màu núm vú. Benetint được biết đến nhiều nhất qua câu chuyện này, và nó vẫn là sản phẩm bán chạy nhất của công ty, với hơn 10 triệu chai được bán ra. The Face Place sau đó chuyển đến Kearny Street ở trung tâm thành phố San Francisco vào những năm 1980, và cùng với việc di chuyển này là màn ra mắt sản phẩm làm căng mọng môi ban đầu của họ, son căng môi.
Năm 1989, danh mục sản phẩm được phát triển. Chị em nhà Ford sau đó tập trung vào phân phối tại các cửa hàng bách hóa, và ngay sau đó Face Place ban đầu được đổi tên thành Benefit Cosmetics vào năm 1990. Năm 1991, Benefit mở cửa hàng bách hóa đầu tiên ở Hoa Kỳ tại Henri Bendel, thành phố New York. Với thành công đáng kể ở Mỹ, Benefit đã vươn ra quốc tế vào năm 1997 với việc mở rộng hoạt động sang Harrods ở London. Ngay sau đó, trang web sản phẩm Benefit Cosmetics được ra mắt.
LVMH mua lại Benefit Cosmetics vào ngày 14 tháng 9 năm 1999. Năm 2001, Benefit ra mắt dòng sản phẩm tắm và phòng the đầu tiên của họ, Bathina. Benefit đã mở "Brow Bar" (một cửa hàng chuyên về tạo hình chân mày) đầu tiên vào năm 2003, tại Macy's Union Square, San Francisco.
Năm 2008, hai con gái của Jean là Maggie và Annie gia nhập công ty, tập trung vào việc kinh doanh trên hệ thống Home Shopping Network (truyền hình bán hàng tại nhà) của công ty cũng như mở cửa hàng trên toàn thế giới.

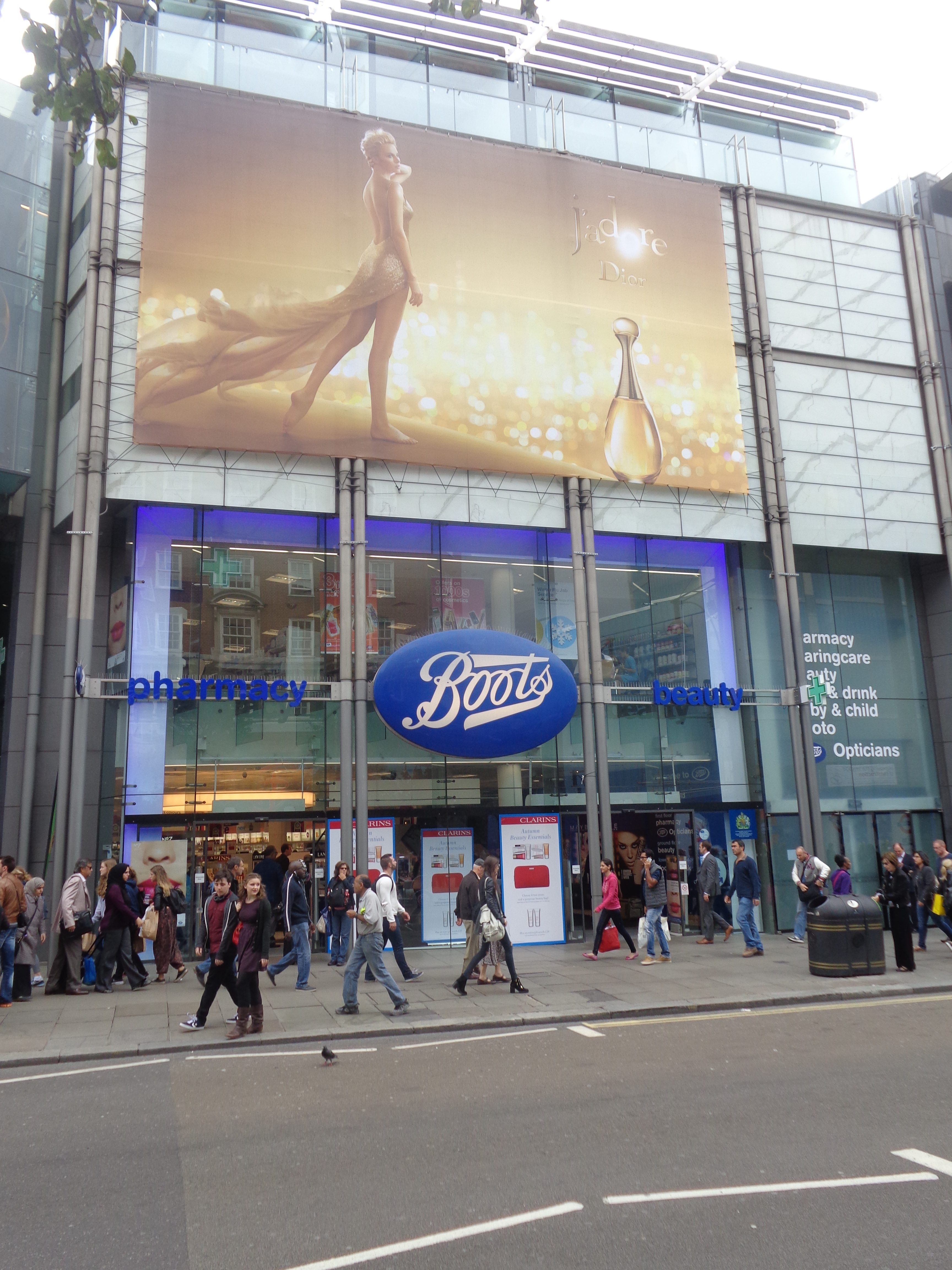
Boots London

Mỹ phẩm Benefit có quầy ở nhiều cửa hàng bán lẻ khác nhau như Debenhams, Sephora, Boots và Arnotts.
Kể từ khi Benefit thành lập, công ty đã phân nhánh các sản phẩm của họ sang chăm sóc da, mỹ phẩm mắt/mặt/môi, nước hoa và phụ kiện.

## Thành tựu nổi bật
Vào ngày 21 tháng 4 năm 2012, Benefit Cosmetics đã giành được kỷ lục Guinness thế giới cho kỷ lục một nhóm nhổ lông mày bằng sáp nhiều nhất trong 8 giờ, hoàn thành thao tác này 382 lần.
"Hoola Matte Bronzer" của Benefit Cosmetic được Nylon vinh danh là sản phẩm làm đẹp tốt nhất năm 2014. "Hoola Matte Bronzer" đã được công nhận rất nhiều, bao gồm cả việc lọt vào danh sách Top 10 phấn khối tốt nhất năm 2018 và được Vogue vinh danh là phấn khối bán nhiều nhất ở Anh. "Hoola Matte Bronzer" cũng được công bố là loại phấn khối bán chạy số 1 tại Hoa Kỳ.
Một blog làm đẹp có tên Temptalia đã tuyên bố mascara "They're Real" của Benefit là sản phẩm thắng giải Sự lựa chọn của người dùng cho Loại mascara cao cấp nhất từ năm 2013 đến năm 2015. Cũng như nhận được Giải thưởng Lựa chọn của người dùng về Mascara tốt nhất trong các cửa hàng bách hóa của Allure vào năm 2014.